# Cantón (pieza heráldica)

Ejemplo de cantón heráldico.

En heráldica, el cantón es nombre que recibe una pieza honorable disminuida que en la mayor parte de los casos equivale al tercio del escudo en altura y anchura. Para algunos heraldistas sus dimensiones equivalen a novena parte de la anchura del principal y para otros a dos partes de su anchura y a dos y media de su longitud. Lo más frecuente es que el cantón figure en la diestra del escudo, aunque es posible (pero infrecuente) que esté situado en su siniestra sin que sea signo de bastardía. En algunos casos el cantón también puede ser redondeado. 

En la heráldica de algunos países el cantón es empleado como brisura. Fue muy utilizado por la heráldica del Imperio francés para indicar los atributos del titular.